# NDF 반란
NDF 반란은 중부 지역 전쟁으로도 알려져 있으며, 1978년부터 1982년까지 예멘 아랍 공화국 (북예멘)에서 야히아 샤미 휘하의 국가민주전선이 일으킨 반란이자 내전이다.

## 역사

### 반란 시작
반란은 아메드 알가미시의 암살과 알리 압둘라 살레의 집권에 이어 1978년에 시작되었다. 국가민주전선(NDF)은 남예멘과 리비아의 지원을 받아 반란을 일으켰다. NDF는 분쟁 초기에 여러 차례 성공을 거두었지만, 1979년 국경 전쟁 이후 북예멘과 남예멘 간의 평화 조약 이후 외부 지원이 줄어들었다.
정부와 NDF 사이에 여러 차례 휴전 시도가 있었다. 쿠웨이트는 1981년 11월 26일 정부와 NDF 간의 휴전 협정을 체결하는 데 성공했지만, 1981년 12월에 적대 행위가 다시 발생했다. 나중에 팔레스타인 해방기구(PLO)는 1982년 4월 3일 휴전 협정을 중재할 수 있었지만, 같은 달 말에 적대 행위가 다시 시작되었고 NDF가 주반을 점령했다. 정부군은 다음 달에 주반의 NDF 진지를 공격하여 영토를 탈환했다.

### 1982년 5월과 반란의 패배
덜 노골적으로 호전적인 알리 나시르 무함마드의 대통령 재임 기간 동안 남예멘의 NDF 지원은 줄어들었고, 1982년 5월에 NDF에 대한 지원이 마침내 끝났다. NDF의 주요 거점이었던 담마르는 1982년 북예멘 지진으로 큰 피해를 입었다. NDF는 결국 재편된 북예멘군과 친정부 이슬람 전선의 협력으로 패배했고, 북예멘 정부는 북부-남부 국경 지역에 대한 통제권을 마침내 확립할 수 있었다.

## 같이 보기
- 예멘이 참전한 전쟁 목록

## 참고 문헌
- Burrowes, Robert D. (2016년 2월 5일). 《The Yemen Arab Republic: The Politics of Development, 1962-1986》 (영어). Routledge. ISBN 978-1-317-29161-9.